# Шёпот на ветру
«Шёпот на ветру» — сказочная повесть австралийского писателя Алана Маршалла, опубликованная в 1969 году. Используя как мотивы австралийского фольклора, так и современные реалии, повесть рассказывает о юноше Питере, который отправляется на поиски последней Прекрасной Принцессы.
Писатель Джуда Уотен, знакомый с Маршаллом, сравнил его произведение с другой известной австралийской сказочной повестью — «Волшебный пудинг» Нормана Линдси.

## История
Как указал сам Алан Маршалл в книге «Алан Маршалл рассказывает», написать повесть его надоумил «один старый русский писатель», а именно Самуил Маршак, который сказал, что Маршалл «уже достаточно вырос, чтобы писать для детей»:
По возвращении домой мне пришла в голову одна идея. Я задумал написать сказку на австралийском материале, в которой перемешались бы колдуньи, эльфы и драконы — и, конечно, её героем не мог быть никто другой, кроме этого ужасного лжеца, Кривого Мика.

## Сюжет
В хижине посреди австралийского буша жили мальчик Питер и старик Кривой Мик, прекрасный наездник и большой выдумщик. У Питера тоже была лошадка по имени Мунлайт («Лунный свет»), на которой он любил скакать по округе. Однажды Питер спросил у Южного Ветра, где он может найти Прекрасную Принцессу, которую Питер смог бы спасти и жениться на ней. Южный Ветер узнаёт у аборигена, что в мире осталась последняя Прекрасная Принцесса, которая живёт в замке и которую отец-Король не выпускает оттуда. Питер на Мунлайт отправляется на поиски Принцессы, а Южный Ветер даёт ему с собой сумку с волшебными листьями — тот, кто получает такой лист, становится добрее, потому что начинает понимать: «тебя любят, ты нужен людям». Кривой Мик даёт Питеру кнут «Громобой», при помощи которого Питер сможет позвать Кривого Мика, когда тот понадобится.
Вскоре в пути Питер знакомится с Серой Шкуркой — кенгуру с волшебной сумкой, из которой она может достать всё, что угодно, от еды на обед до слона или экскаватора. Они становятся друзьями и продолжают путь вместе. Они переходят Долину Цепляющейся Травы — эту долину должен перейти каждый ребёнок, а трава не только цепляется, но и шепчет ребёнку, что он плохой и ничего не умеет. Затем они встречают великана Ярраха, который хочет их убить, а после того, как получает волшебный лист, отводит их к себе домой, чтобы накормить обедом. Однако из-за паров от варящегося мяса на огромной кухне великана собираются тучи и начинается сильный ливень, который затапливает всю кухню.
Продолжив путь, Питер и Серая Шкурка попадают в плен к Бледной Колдунье, которая собирается их съесть. Она увлекается полётами на Луну, где выкрадывает фотокамеры, направленные туда с Земли (она также комментирует высадку на Луну Нила Армстронга, из чего можно сделать вывод, что действие происходит в 1969 году). Питер обманом вручает колдунье лист, и она становится их другом. Колдунья с Питером летят на Луну, встретив по дороге космический корабль и попозировав на Луне перед фотоаппаратом. Далее Питер и Серая Шкурка переходят Пустыню Одиночества, в чём им помогает человек-смерч Вилли-Вилли, и проходят через Недрёманный Лес, где сражаются с Котами Сомнений и одолевают их. Наконец, они доходят до старого эвкалипта, который показывает им при свете Луны направление на замок с Принцессой.
Добравшись до замка, Питер и Серая Шкурка обнаруживают там Буньипа, который по приказу Короля охраняет вход и убивает всех, кто пытается пробраться и попросить руку Принцессы. Вскоре, однако, при помощи волшебного листа Буньип переходит на сторону Питера и устраивает ему встречу с принцессой Лованой. Король держит Ловану взаперти, пока она не сдаст все экзамены учителю, и благодаря волшебному листу от Питера Лована с блеском проходит все испытания. Король соглашается отдать Ловану Питеру в жёны, если он выполнит три задания — победит Короля в состязании лгунов, укротит дикого жеребца Фаерфакса и достанет из озера корону принцессы, которую туда когда-то бросила Бледная Колдунья. В состязании лгунов вместо Питера выступает Кривой Мик и побеждает; Питер успешно укрощает Фаерфакса, а Колдунья показывает место в озере, куда она бросила корону, и Яррах достаёт её.
Происходит свадьба Лованны и Питера, превратившегося за время странствий из мальчика в красивого юношу-принца. Скупой Король, получивший от Питера волшебный лист, на радостях раздаёт свою казну подданным, а Питер, Лованна и Кривой Мик отправляются обратно в буш и живут счастливо.

## Переводы
Повесть переводилась на немецкий язык в ГДР.
Русский перевод А. В. Слобожана был издан на средства переводчика в Ленинграде в 1991 году; впоследствии переиздан в сборнике сказок.